# Swaefbert
|  | Aquest article tracta sobre el rei d'Essex del s. VIII. Si cerqueu el rei de Kent del s. VII, vegeu «Swæfberht». |

Swæfberht fou rei d'Essex a la primera meitat del s.VIII. La seva mort s'ha fixat el 738 a través d'una sèrie d'anals trobats al nord d'Anglaterra. Regnà de manera versemblant conjuntament amb Selered, mort l'any 746. Es desconeix la seva ascendència perquè no figura a cap de les tres llistes genealògiques dels reis d'Essex. Tanmateix l'element Swæf- que figura al seu nom suggereix un enllaç de parentiu amb el rei Sæbbi, del qual els seus dos fills reconeguts es digueren Swæfred i Swæfheard.